# Действительные члены НАН Украины за всю историю существования
Полный список действительных членов Академии наук (Всеукраинской академии наук, Академии наук УССР, Академии наук Украины, Национальной академии наук Украины). Всего 723 академика.
| # А Б В Г Д Е Ё Ж З И К Л М Н О П Р С Т У Ф Х Ц Ч Ш Щ Э Ю Я |

## А
- Агол, Израиль Иосифович (1891—1937) — генетик
- Ажажа, Владимир Михайлович (1931—2009) — ядерный энергетик
- Ажнюк, Богдан Николаевич (род. 1956) — языковед
- Азаренков, Николай Алексеевич (род. 1951) — физик
- Алымов, Александр Николаевич (1923—2023) — экономист
- Амосов, Николай Михайлович (1913—2002) — хирург
- Амоша, Александр Иванович (род. 1937) — экономист
- Анатычук, Лукьян Иванович (1937—2024) — материаловед
- Андон, Филипп Илларионович (род. 1938) — информатик
- Андронати, Сергей Андреевич (1940—2022) — химик-биорганик
- Андрусов, Николай Иванович (1861—1924) — геолог
- Анисимов, Анатолий Васильевич (род. 1948) — кибернетик
- Антонов, Олег Константинович (1906—1984) — авиаконструктор
- Архаров, Владимир Иванович (1907—1997) — физик
- Атрощенко, Василий Иванович (1906—1991) — химик-технолог
- Афанасьев, Сергей Александрович (род. 1959) — гидробиолог, ихтиолог
- Ахиезер, Александр Ильич (1911—2000) — физик-теоретик
- Ахонин, Сергей Владимирович (род. 1961) — материаловед

## Б
- Бабак, Виталий Павлович (род. 1954) — энергетик
- Бабий, Борис Мусиевич (1914—1993) — юрист
- Бабичев, Фёдор Семёнович (1917—2000) — химик-органик
- Бабко, Анатолий Кириллович (1905—1968) — химик
- Бабский, Евгений Борисович (1902—1973) — физиолог
- Багалей, Дмитрий Иванович (1857—1932) — историк, философ
- Багрий, Пётр Илларионович (1925—1981) — экономист
- Багров, Николай Васильевич (1937—2015) — географ
- Бажан, Микола Платонович (1904—1983) — поэт
- Бакаев, Александр Александрович (1927—2009) — экономист
- Бакай, Александр Степанович (1938—2025) — ядерный энергетик
- Бакиров, Виль Савбанович (род. 1946) — социолог
- Барабашов, Николай Павлович (1894—1971) — астроном
- Барьяхтар, Виктор Григорьевич (1930—2020) — физик
- Белевцев, Яков Николаевич (1912—1993) — геолог
- Белецкий, Александр Иванович (1884—1961) — литературовед
- Белицер, Владимир Александрович (1906—1988) — биохимик
- Белодед, Иван Константинович (1906—1981) — языковед
- Белоус, Анатолий Григорьевич (род. 1951) — химик-неорганик
- Беляев, Александр Евгеньевич (род. 1947) — физик
- Беляев, Валерий Иванович (1931—1999) — метеоролог
- Белянкин, Фёдор Павлович (1892—1972) — инженер
- Беляшевский, Николай Федотович (1867—1926) — археолог, этнограф
- Бережной, Анатолий Семёнович (1910—1996) — химик
- Березанский, Юрий Макарович (1925—2019) — математик
- Бернштейн, Сергей Натанович (1880—1968) — математик
- Билорус, Олег Григорьевич (род. 1939) — экономист
- Блюм, Ярослав Борисович (род. 1956) — зоолог
- Бобырь, Николай Иванович (род. 1950) — механик
- Богатский, Алексей Всеволодович (1929—1983) — химик-органик
- Богач, Пётр Григорьевич (1918—1981) — физиолог
- Богданов, Вячеслав Леонидович (род. 1965) — механик
- Боголюбов, Николай Николаевич (1909—1992) — математик и физик
- Богомолец, Александр Александрович (1881—1946) — патофизиолог
- Бойчук, Александр Андреевич (1950—2024) — математик
- Большаков, Вадим Иванович (1938—2015) — металлург
- Бондаренко, Борис Иванович (1938—2020) — теплотехник
- Бондарчук, Владимир Гаврилович (1905—1993) — геолог
- Бондарь, Михаил Витальевич (род. 1959) — физик
- Бондарь, Николай Герасимович (1920—1994) — мостостроитель
- Борисенко, Александр Андреевич (род. 1946) — математик
- Бородин, Иван Парфеньевич (1947—1930) — ботаник
- Бородина, Елена Николаевна (род. 1959) — экономист
- Боюн, Виталий Петрович (род. 1941) — кибернетик
- Брауде, Семён Яковлевич (1911—2003) — радиофизик и радиоастроном
- Бродин, Михаил Семёнович (1931—2024) — физик
- Бродский, Александр Ильич (1895—1969) — физикохимик
- Будник, Василий Сергеевич (1913—2007) — учёный по космосу
- Будников, Пётр Петрович (1885—1968) — химик
- Бузескул, Владислав Петрович (1858—1931) — историк
- Булавин, Леонид Анатольевич (род. 1945) — физик-ядерщик
- Буланкин, Иван Николаевич (1901—1960) — биохимик
- Булат, Анатолий Фёдорович (род. 1947) — горняк
- Булаховский, Леонид Арсеньевич (1888—1961) — языковед
- Булгаков, Николай Петрович (1929—2004) — гидрогеолог
- Буркинский, Борис Владимирович (род. 1942) — экономист
- Бутенко, Зоя Андреевна (1928—2001) — онколог

## В
- Вавилов, Николай Иванович (1887—1943) — генетик
- Вальтер, Антон Карлович (1905—1965) — физик-ядерщик
- Варга, Евгений Самуилович (1879—1964) — экономист
- Василенко, Андрей Аверьянович (1891—1963) — машиностроитель
- Василенко, Николай Прокофьевич (1866—1935) — историк
- Вервес, Григорий Давыдович (1920—2001) — литературовед
- Веркин, Борис Иеремиевич (1919—1990) — физик
- Вернадский, Владимир Иванович (1863—1945) — естествоиспытатель
- Веселовский, Николай Сергеевич (род. 1950) — микробиолог
- Визир, Анатолий Дмитриевич (1929—2002) — терапевт
- Вишневский, Валентин Павлович (род. 1958) — финансист
- Вишневский, Иван Николаевич (1938—2017) — физик-ядерщик
- Власюк, Пётр Антипович (1905—1980) — агрохимик
- Воблый, Константин Григорьевич (1876—1947) — экономист
- Вовк, Руслан Владимирович (род. 1966) — физик
- Возианов, Александр Фёдорович (1938—2018) — уролог
- Возняк, Михаил Степанович (1881—1954) — литературовед
- Войтович, Игорь Данилович (1932—2014) — кибернетик
- Волков, Дмитрий Васильевич (1925—1996) — физик-теоретик
- Волков, Сергей Васильевич (1935—2016) — физикохимик
- Волкович, Николай Маркиянович (1858—1928) — хирург
- Воробьёв, Владимир Петрович (1876—1937) — анатом
- Ворона, Валерий Михайлович (1940—2022) — социолог
- Воронцов, Даниил Семёнович (1886—1965) — физиолог
- Вотчал, Евгений Филиппович (1864—1937) — ботаник
- Высоцкий, Георгий Николаевич (1865—1940) — почвовед
- Высочанский, Юлиан Миронович (род. 1953) — физик
- Вялов, Олег Степанович (1904—1988) — геолог

## Г
- Галкин, Александр Александрович (1914—1982) — физик
- Гаркуша, Игорь Евгеньевич (род. 1963) — физик
- Гасик, Михаил Иванович (1929—2021) — металлург
- Гедройц, Константин Каэтанович (1872—1932) — почвовед
- Геец, Валерий Михайлович (род. 1945) — экономист
- Гершензон, Сергей Михайлович (1906—1998) — генетик
- Гиляров, Алексей Никитич (1856—1938) — философ
- Гладышевский, Роман Евгеньевич (род. 1958) — химик
- Глеба, Юрий Юрьевич (род. 1949) — биоинженер
- Глушков, Виктор Михайлович (1923—1982) — математик
- Гнатченко, Сергей Леонидович (1947—2020) — физик
- Гнатюк, Владимир Михайлович (1871—1926) — этнограф
- Гнеденко, Борис Владимирович (1912—1995) — математик
- Гожик, Пётр Федосеевич (1937—2020) — палеонтолог
- Головач, Юрий Васильевич (род. 1957) — физик
- Голубец, Михаил Андреевич (1930—2016) — геоботаник
- Гольдман, Александр Генрихович (1884—1971) — физик
- Гольцев, Анатолий Николаевич (род. 1943) — криобиолог
- Гончар, Александр Терентьевич (1918—1995) — писатель
- Гончарук, Владислав Владимирович (род. 1941) — химик
- Гончарук, Евгений Игнатьевич (1930—2004) — гигиенист
- Горбань, Иван Степанович (1928—2000) — физик
- Горбачевский, Иван Яковлевич (1854—1942) — химик
- Горбулин, Владимир Павлович (род. 1939) — инфотехнолог
- Гордон, Владимир Михайлович (1871—1926) — правовед
- Городыский, Александр Владимирович (1930—1992) — электрохимик
- Грабарь, Владимир Эммануилович (1865—1956) — юрист
- Граве, Дмитрий Александрович (1863—1939) — математик
- Гребень, Леонид Кондратьевич (1888—1980) — животновод
- Григоренко, Александр Ярославович (род. 1955) — механик
- Григоренко, Георгий Михайлович (1939—2019) — материаловед, металлург
- Григоренко, Ярослав Михайлович (1927—2022) — механик
- Гриднев, Виталий Никифорович (1908—1990) — физик
- Гриневич, Феодосий Борисович (1922—2015) — электротехник
- Гринёв, Борис Викторович (род. 1956) — материаловед
- Гринченко, Виктор Тимофеевич (род. 1937) — механик
- Гриценко, Андрей Андреевич (род. 1948) — экономист
- Гришко, Николай Николаевич (1901—1964) — селекционер
- Грищенко, Валентин Иванович (1928—2011) — гинеколог
- Гродзинский, Андрей Михайлович (1926—1988) — ботаник
- Гродзинский, Дмитрий Михайлович (1929—2016) — биофизик
- Грушевский, Михаил Сергеевич (1866—1934) — историк
- Губергриц, Макс Моисеевич (1886—1951) — терапевт
- Губерский, Леонид Васильевич (род. 1941) — философ
- Гудзий, Николай Каллиникович (1887—1965) — литературовед
- Гузь, Александр Николаевич (род. 1939) — механик
- Гулый, Максим Федотович (1905—2007) — биохимик
- Гуляев, Алексей Михайлович (1863—1923) — правовед
- Гусынин, Валерий Павлович (род. 1948) — физик-теоретик
- Гутыря, Виктор Степанович (1910—1983) — химик

## Д
- Давиденков, Николай Николаевич (1879—1962) — физик
- Давыдов, Александр Сергеевич (1912—1993) — физик-теоретик
- Далецкий, Юрий Львович (1926—1997) — математик
- Данилевский, Василий Яковлевич (1852—1939) — физиолог
- Данилевский, Виктор Васильевич (1898—1960) — историк техники
- Данилишин, Богдан Михайлович (род. 1965) — экономист.
- Данилов, Виталий Иванович (1902—1954) — физик
- Данилюк, Иван Ильич (1931—1988) — математик
- Дегтярёв, Александр Викторович (1951—2020) — конструктор
- Дейнека, Василий Степанович (1949—2014) — кибернетик
- Делимарский, Юрий Константинович (1904—1990) — химик
- Денисов, Виталий Юрьевич (род. 1959) — физик
- Дзеверин, Игорь Александрович (1929—2001) — литературовед
- Дзюба, Иван Михайлович (1931—2022) — литературовед
- Дзядевич, Сергей Викторович (род. 1967) — биолог
- Дидух, Яков Петрович (род. 1948) — геоботаник
- Динник, Александр Николаевич (1876—1950) — механик
- Дмитренко, Игорь Михайлович (1928—2009) — физик
- Днистрянский, Станислав Северинович (1870—1935) — правовед
- Доброхотов, Николай Николаевич (1889—1963) — металлург
- Довгий, Станислав Алексеевич (род. 1954) — геодинамик
- Доленко, Григорий Назарович (1917—1990) — геолог и геофизик
- Долинский, Анатолий Андреевич (1931—2022) — теплоэнергетик
- Долишний, Марьян Иванович (1936—2006) — экономист
- Дончик, Виталий Григорьевич (1932—2017) — литературовед
- Дроботько, Виктор Григорьевич (1885—1966) — микробиолог
- Дубоделов, Виктор Иванович (1939—2020) — материаловед
- Дудко, Даниил Андреевич (1921—2009) — материаловед
- Думанский, Антон Владимирович (1880—1967) — химик
- Душечкин, Александр Иванович (1874—1956) — агрохимик
- Дыбан, Евгений Павлович (1925—1996) — теплотехник

## Е
- Егоров, Виктор Николаевич (род. 1940) — радиобиолог
- Ельская, Анна Валентиновна (род. 1940) — молекулярный биолог
- Емельянов, Игорь Георгиевич (род. 1947) — эколог
- Еремеев, Валерий Николаевич (1947—2020) — океанолог
- Еременко, Валентин Никифорович (1911—1992) — физикохимик
- Еременко, Виктор Валентинович (1932—2017) — физик
- Ермоленко, Светлана Яковлевна (род. 1937) — языковед
- Ермольев, Юрий Михайлович (1936—2022) — математик и кибернетик
- Ефименко, Пётр Петрович (1884—1969) — археолог
- Ефименко, Татьяна Ивановна (род. 1950) — экономист
- Ефимов, Андрей Семёнович (1928—2017) — эндокринолог
- Ефимов, Виктор Алексеевич (1921—2002) — металлург
- Ефремов, Сергей Александрович (1876—1939) — литературовед

## Ж
- Жаркин, Андрей Фёдорович (род. 1954) — физик
- Жулинский, Николай Григорьевич (род. 1940) — литературовед

## З
- Забигайло, Владимир Ефимович (1934—1996) — геофизик
- Заболотный, Даниил Кириллович (1866—1929) — бактериолог
- Забулонов, Юрий Леонидович (род. 1952) — физик
- Завалий, Игорь Юлианович (род. 1960) — химик-неорганик
- Загородний, Анатолий Глебович (род. 1951) — физик
- Задирака, Валерий Константинович (род. 1941) — компьютерщик
- Зайцев, Ювеналий Петрович (1924—2020) — гидробиолог
- Затонский, Владимир Петрович (1888—1938) — партийный деятель
- Затонский, Дмитрий Владимирович (1922—2009) — литературовед
- Захаренко, Вячеслав Владимирович (род. 1962) — радиоастроном
- Згуровский, Михаил Захарович (род. 1950) — информатик
- Зеленский, Виктор Федотович (1929—2017) — физик
- Зеров, Дмитрий Константинович (1895—1971) — ботаник
- Зозуля, Юрий Афанасьевич (1927—2021) — нейрохирург.

## И
- Иванов, Вадим  Николаевич (1892—1962) — терапевт
- Иванов, Виктор Евгеньевич (1908—1980) — физик
- Иванов, Виталий Александрович (1946—2019) — геофизик.
- Ивасишин, Орест Михайлович (род. 1946) — физик
- Ивахненко, Алексей Григорьевич (1913—2007) — кибернетик
- Ивченко, Александр Георгиевич (1903—1968) — конструктор
- Игнатовский, Всеволод Макарович (1881—1931) — политический деятель
- Изотов, Юрий Иванович (род. 1952) — астрофизик
- Иконников, Владимир Степанович (1841—1923) — историк
- Ильченко Михаил Ефимович (род. 1941) — химик
- Исаевич, Ярослав Дмитриевич (1936—2010) — историк
- Исаченко, Борис Лаврентьевич (1871—1948) — ботаник
- Ишлинский, Александр Юльевич (1913—2003) — механик
- Ищенко, Александр Александрович (1950—2024) — химик

## К
- Кавецкий, Ростислав Евгеньевич (1899—1978) — патолог
- Калинович, Михаил Яковлевич (1888—1949) — языковед
- Кальченко, Виталий Иванович (род. 1948) — химик
- Камалов, Герберт Леонович (1940—2025) — физикохимик
- Карнаухов, Иван Михайлович (род. 1937) — физик-ядерщик
- Карп, Игорь Николаевич (1932—2021) — энергетик
- Карпенко, Георгий Владимирович (1910—1977) — физикохимик
- Карпинский, Александр Петрович (1847—1936) — геолог
- Картель, Николай Тимофеевич (род. 1948) — химик
- Касьяненко, Владимир Григорьевич (1901—1981) — морфолог
- Кащенко, Николай Феофанович (1855—1935) — зоолог
- Квасницкий, Алексей Владимирович (1900—1989) — физиолог
- Кива, Дмитрий Семёнович (1942—2024) — авиастроитель
- Кильчевский, Николай Александрович (1909—1979) — механик
- Киприанов, Андрей Иванович (1896—1972) — химик
- Кириленко, Александр Васильевич (род. 1950) — электроэнергетик
- Кирсанов, Александр Васильевич (1902—1992) — химик
- Кислый, Павел Степанович (1933—2019) — материаловед
- Кистяковский, Богдан Александрович (1868—1920) — правовед
- Кистяковский, Владимир Александрович (1865—1952) — физикохимик
- Ключников, Александр Александрович (1945—2016) — энергетик
- Кнышов, Геннадий Васильевич (1934—2015) — кардиохирург
- Ковалёв, Александр Михайлович (род. 1944) — математик
- Коваленко, Анатолий Дмитриевич (1905—1973) — механик
- Коваленко, Игорь Николаевич (1935—2019) — математик
- Козлов, Пётр Кузьмич (1863—1935) — путешественник
- Колесников, Аркадий Георгиевич (1907—1978) — гидролог и океанолог
- Колесса, Филарет Михайлович (1871—1947) — музыковед
- Комар, Антон Пантелеймонович (1904—1985) — физик
- Комиссаренко, Василий Павлович (1907—1993) — эндокринолог
- Комиссаренко, Сергей Васильевич (род. 1943) — патофизиолог
- Конверский, Анатолий Евгениевич (род. 1948) — философ
- Кондуфор, Юрий Юрьевич (1922—1997) — историк
- Коноваленко, Александр Александрович (род. 1951) — радиоастроном
- Кононенко, Виктор Олимпанович (1918—1975) — механик
- Конюхов, Станислав Николаевич (1937—2011) — конструктор
- Копнин, Павел Васильевич (1922—1971) — философ
- Копыленко, Александр Любимович (род. 1961) — правовед
- Копытов, Виктор Филимонович (1906—1990) — металлург
- Кордюк Александр Анатольевич (род. 1967) — физик
- Корецкий, Владимир Михайлович (1890—1984) — юрист
- Корж, Алексей Александрович (1924—2010) — травматолог
- Коржик, Владимир Николаевич (род. 1958) — электросварщик
- Корнейчук, Александр Евдокимович (1905—1972) — литератор
- Корнейчук, Николай Павлович (1920—2003) — математик
- Корноухов, Николай Васильевич (1903—1958) — механик
- Королюк, Владимир Семёнович (1925—2020) — математик
- Коростелёв, Олег Петрович (род. 1949) — конструктор
- Корчак-Чепурковский, Авксентий Васильевич (1857—1947) — эпидемиолог и гигиенист
- Корчевой, Юрий Петрович (1936—2012) — теплоэнергетик
- Корчин, Александр Юрьевич (род. 1951) — физик
- Косинский, Владимир Андреевич (1864—1938) — экономист
- Космодамианский, Александр Сергеевич (1923—2005) — механик
- Косоногов, Иосиф Иосифович (1866—1922) — физик
- Костерин, Сергей Алексеевич (род. 1950) — физиолог и биохимик
- Косторнов, Анатолий Григорьевич (1937—2022) — материаловед
- Костюк, Александр Григорьевич (1933—2000) — искусствовед
- Костюк, Платон Григорьевич (1924—2010) — биофизик
- Кошечко, Вячеслав Григорьевич (род. 1946) — физикохимик
- Кошляков, Владимир Николаевич (1922—2009) — механик и математик
- Кравчук, Михаил Филиппович (1892—1942) — математик
- Кремень, Василий Григорьевич (род. 1947) — философ
- Кремнёв, Олег Александрович (1919—1987) — теплотехник
- Кржижановский, Глеб Максимилианович (1872—1959) — государственный деятель
- Кривонос, Юрий Георгиевич (1939—2017) — кибернетик
- Кривцун, Игорь Витальевич (род. 1954) — материаловед
- Крипякевич, Иван Петрович (1886—1967) — историк
- Криштофович, Африкан Николаевич (1885—1953) — палеоботаник
- Крыжановский, Евстафий Иванович (род. 1948) — материаловед
- Крылов, Николай Митрофанович (1879—1955) — математик
- Крымский, Агафангел Ефимович (1871—1942) — историк
- Крышталь, Олег Александрович (род. 1945) — физиолог
- Кубенко, Вениамин Дмитриевич (род. 1938) — механик
- Кузнецов, Мефодий Иванович (1879—1950) — химик
- Кузьмин, Виктор Евгеньевич (род. 1951) — химик
- Кулешов, Николай Николаевич (1890—1968) — растениевод
- Кулик, Михаил Николаевич (род. 1940) — энергетик
- Кулиш, Евгений Алексеевич (1931—2010) — геолог
- Кульский, Леонид Адольфович (1903—1993) — химик
- Кундиев, Юрий Ильич (1927—2017) — гигиенист
- Кунцевич, Всеволод Михайлович (1929—2022) — автоматик
- Курас, Иван Фёдорович (1939—2005) — политолог
- Курдюмов, Георгий Вячеславович (1902—1996) — физик
- Курнаков, Николай Семёнович (1860—1941) — физикохимик
- Кухарь, Валерий Павлович (1942—2017) — химик
- Кухтенко, Александр Иванович (1914—1994) — механик
- Куценко, Владимир Ильич (1921—1998) — философ
- Кучер, Роман Владимирович (1925—1991) — физикохимик
- Кучеренко, Николай Евдокимович (1939—2007) — биохимик
- Кучук, Николай Викторович (род. 1958) — генетик
- Кучук-Яценко, Сергей Иванович (1930—2021) — металлург
- Кушнир, Роман Михайлович (род. 1954) — механик

## Л
- Лаврентьев, Михаил Алексеевич (1900—1980) — математик
- Лазарев, Борис Георгиевич (1906—2001) — физик
- Лазаренко, Евгений Константинович (1912—1979) — минералог
- Лазарян, Всеволод Арутюнович (1909—1978) — механик
- Лазоришинец, Василий Васильевич (род. 1957) — кардиохирург
- Лашкарёв, Вадим Евгеньевич (1903—1974) — физик
- Лебедев, Анатолий Алексеевич (1931—2012) — механик
- Лебедев, Владимир Константинович (1922—2008) — электротехник
- Лебедев, Евгений Викторович (1941—2018) — химик
- Лебедев, Сергей Алексеевич (1902—1974) — электротехник
- Лев, Богдан Иванович (род. 1952) — астрофизик
- Левенец, Юрий Анатольевич (1961—2013) — этнополитолог
- Левитский, Владимир Фавстович (1854—1939) — экономист
- Левицкий, Орест Иванович (1848—1922) — историк
- Лейпунский, Александр Ильич (1903—1972) — физик
- Леонтович, Александр Васильевич (1869—1943) — физиолог, нейрогистолог
- Летичевский, Александр Адольфович (1935—2019) — информатик
- Либанова, Элла Марленовна (род. 1950) — социоэкономист
- Липатов, Юрий Сергеевич (1927—2007) — химик
- Липский, Владимир Ипполитович (1863—1937) — ботаник
- Лисин, Борис Савельевич (1883—1970) — химик
- Лисица, Михаил Павлович (1921—2012) — оптик
- Литвин, Владимир Михайлович (род. 1956) — историк
- Литвиненко, Леонид Михайлович (1921—1983) — химик
- Литвиненко, Леонид Николаевич (1938—2023) — астроном
- Лифшиц, Илья Михайлович (1917—1982) — физик
- Лишко, Валерий Казимирович (род. 1937) — генетик
- Лобанов, Леонид Михайлович (род. 1940) — материаловед
- Лобода, Андрей Митрофанович (1871—1931) — литературовед
- Лобода Пётр Иванович (род. 1956) — материаловед
- Логвинович, Георгий Владимирович (1913—2002) — гидродинамик
- Лозинский, Мирон Онуфриевич (1933—2011) — биохимик
- Локтев, Вадим Михайлович (род. 1945) — физик
- Лопатинский, Ярослав Борисович (1906—1981) — математик
- Лотарев, Владимир Алексеевич (1914—1994) — конструктор авиадвигателей
- Луговцов, Максим Власович (1885—1956) — металлург
- Лукин, Александр Ефимович (род. 1940) — геолог
- Лукинов, Иван Илларионович (1927—2004) — экономист
- Луковский, Иван Александрович (1935—2024) — математик
- Лукьянова, Елена Михайловна (1923—2014) — педиатр
- Луцевич, Иван Доминикович (Янка Купала) (1882—1942) — поэт
- Лучицкий, Владимир Иванович (1877—1949) — геолог
- Лысенко, Трофим Денисович (1898—1976) — псевдоучёный
- Любименко, Владимир Николаевич (1873—1937) — физиолог растений
- Лялько, Вадим Иванович (1931—2022) — гидрогеолог
- Ляшко, Иван Иванович (1922—2008) — кибернетик
- Лященко, Пётр Иванович (1876—1955) — экономист

## М
- Магура, Игорь Сильвестрович (1928—2022) — нейрофизиолог
- Майстренко, Александр Юрьевич (1956—2011) — энергомашиностроитель
- Макаров, Владимир Леонидович (род. 1941) — математик
- Макарченко, Александр Фёдорович (1903—1979) — невролог
- Максименко, Сергей Иванович (род. 1974) — математик
- Малахов, Георгий Михайлович (1907—2001) — горняк
- Малая, Любовь Трофимовна (1919—2003) — терапевт
- Малиновский, Иоанникий Алексеевич (1868—1932) — историк, правовед
- Мамутов, Валентин Карлович (1928—2018) — правовед
- Манжелий, Вадим Григорьевич (1933—2013) — физик
- Мануильский, Дмитрий Захарович (1883—1959) — партийный деятель
- Маркевич, Александр Прокофьевич (1905—1999) — зоолог
- Маркелов, Григорий Иванович (1880—1952) — невролог
- Марковский, Леонид Николаевич (1939—1998) — химик
- Мартынюк, Анатолий Андреевич (род. 1941) — механик
- Марченко, Владимир Александрович (род. 1922) — математик
- Матвеев, Валентин Владимирович (род. 1929) — механик
- Махненко, Владимир Иванович (1931—2013) — металлург
- Мацевитый, Юрий Михайлович (род. 1934) — теплофизик
- Мацука, Геннадий Харлампиевич (1930—2017) — биохимик
- Мацуревич, Ипполит Куприянович (1882—1939) — химик
- Мачулин, Владимир Фёдорович (1950—2014) — физик, нанотехнолог
- Медовар, Борис Израилевич (1916—2000) — металлург
- Мележик, Пётр Николаевич (род. 1950) — физик
- Мельник, Владимир Петрович (род. 1952) — философ
- Мельников-Разведенков, Николай Федотович (1866—1937) — патолог
- Мельничук, Александр Савич (1921—1997) — языковед
- Мельничук, Дмитрий Алексеевич (род. 1943) — биохимик
- Митропольский, Юрий Алексеевич (1917—2008) — математик
- Михалевич, Владимир Сергеевич (1930—1994) — математик
- Мищенко, Фёдор Иванович (1874—1933) — богослов
- Мовчан, Борис Алексеевич (1928—2019) — металловед
- Мойбенко, Алексей Алексеевич (1931—2015) — патофизиолог
- Монченко, Владислав Иванович (1932—2016) — зоолог
- Моргун, Владимир Васильевич (род. 1938) — генетик
- Морозов, Анатолий Алексеевич (род. 1939) — кибернетик
- Моссаковский, Владимир Иванович (1919—2006) — механик
- Мриглод, Игорь Миронович (род. 1960) — физик
- Мчедлов-Петросян, Николай Отарович (род. 1954) — химик

## Н
- Навакатикян, Александр Оганесович (1925—2006) — гигиенист
- Навашин, Сергей Гаврилович (1857—1930) — цитолог
- Назаренко, Владимир Михайлович (род. 1956) — механик
- Назарчук, Зиновий Теодорович (род. 1952) — материаловед
- Найдек, Владимир Леонтьевич (1937—2022) — материаловед
- Найдич, Юрий Владимирович (1929—2019) — металлофизик
- Наливайко, Дмитрий Сергеевич (1929—2023) — литературовед
- Наумовец, Антон Григорьевич (1936—2025) — физик
- Нахлик, Евгений Казимирович (род. 1956) — литературовед
- Находкин, Николай Григорьевич (1925—2018) — физик и астроном
- Неклюдов, Иван Матвеевич (1935—2024) — материаловед
- Некрасов, Зот Ильич (1908—1999) — металлург
- Нелепо, Борис Алексеевич (1932—2007) — физик моря
- Немец, Олег Фёдорович (1922—2002) — физик
- Немошкаленко, Владимир Владимирович (1933—2002) — физик
- Никитин, Владимир Николаевич (1907—1983) — физиолог
- Никольский, Александр Михайлович (1858—1942) — зоолог
- Новиков, Николай Васильевич (1932—2017) — материаловед
- Новицкий, Алексей Петрович (1862—1934) — историк искусства
- Новиченко, Леонид Николаевич (1914—1996) — литературовед
- Носовский, Анатолий Владимирович (род. 1954) — энергетик

## О
- Овчаренко, Фёдор Данилович (1913—1996) — химик
- Олейник, Борис Ильич (1935—2017) — поэт
- Ольденбург, Сергей Фёдорович (1863—1934) — востоковед
- Омельченко, Фёдор Захарович (1865—1924) — патоморфолог, микробиолог
- Омельяновский, Михаил Эразмович (1904—1979) — философ
- Онищенко, Алексей Моисеевич (1928—2006) — экономист
- Онищенко, Алексей Семёнович (род. 1933) — культуролог
- Оппоков, Евгений Владимирович (1869—1938) — гидролог
- Орженцкий, Роман Михайлович (1863—1923) — статистик
- Орлов, Александр Яковлевич (1880—1954) — астроном
- Орлов, Егор Иванович (1865—1944) — химик
- Осадчий, Владимир Иванович (род. 1955) — гидролог
- Осауленко, Александр Григорьевич (род. 1951) — экономист

## П
- Павленко, Георгий Евстафьевич (1898—1970) — гидромеханик
- Павлова, Мария Васильевна (1854—1938) — палеонтолог
- Павлищук, Виталий Валентинович (род. 1956) — химик
- Павлюк, Мирослав Иванович (род. 1943) — геотектоник
- Павлюк, Степан Петрович (род. 1948) — этнолог
- Пак, Витольд Степанович (1888—1965) — горняк
- Палагин, Александр Васильевич (род. 1939) — информатик
- Паламарчук, Максим Мартынович (1916—2000) — экономгеограф
- Палиенко, Николай Иванович (1869—1937) — юрист
- Палладин, Александр Владимирович (1885—1972) — биохимик
- Панасюк, Владимир Васильевич (1926—2023) — материаловед
- Парасюк, Остап Степанович (1921—2007) — физик-теоретик
- Пасечник, Митрофан Васильевич (1912—1996) — физик
- Пастур, Леонид Андреевич (род. 1937) — математик
- Патон, Борис Евгеньевич (1918—2020) — металлург
- Патон, Евгений Оскарович (1970—1953) — металлург
- Пахомов, Юрий Николаевич (1928—2014) — экономист
- Пекар, Соломон Исаакович (1917—1985) — физик-теоретик
- Пелетминский, Сергей Владимирович (1931—2022) — физик-теоретик
- Перестюк, Николай Алексеевич (1946—2024) — математик
- Перетц, Владимир Николаевич (1870—1935) — литературовед
- Першин, Павел Николаевич (1891—1970) — экономист
- Петрина, Дмитрий Яковлевич (1934—2006) — математик
- Петров, Алексей Зиновьевич (1910—1972) — математик и физик-теоретик
- Петров, Вячеслав Васильевич (род. 1940) — материаловед
- Петров, Николай Иванович (1840—1921) — историк литературы
- Пехньо, Василий Иванович (1952—2024) — химик
- Пивняк, Геннадий Григорьевич (род. 1940) — электроэнергетик
- Пивторак, Григорий Петрович (род. 1935) — языковед
- Пидопличко, Иван Григорьевич (1905—1975) — палеонтолог
- Пилипенко, Анатолий Терентьевич (1914—1993) — химик
- Пилипенко, Виктор Васильевич (1935—2015) — механик
- Пилипенко, Олег Викторович (1961—2024) — механик
- Пинчук, Вадим Григорьевич (1930—1996) — онколог
- Пирожков, Сергей Иванович (род. 1948) — демограф
- Писаренко, Георгий Степанович (1910—2001) — механик
- Писаржевский, Лев Владимирович (1874—1938) — химик
- Плотников, Владимир Александрович (1873—1947) — физикохимик
- Поваренных, Александр Сергеевич (1915—1986) — минералог
- Погорелов, Алексей Васильевич (1919—2002) — математик
- Погребняк, Пётр Степанович (1900—1976) — лесовод
- Подгорный, Анатолий Николаевич (1932—1996) — машиностроитель
- Подгорский, Валентин Степанович (род. 1937) — микробиолог
- Подстригач, Ярослав Степанович (1928—1990) — механик и математик
- Позняков, Валерий Дмитриевич (род. 1958) — материаловед
- Поликарпов, Геннадий Григорьевич (1929—2012) — радиобиолог
- Полуэктов, Николай Сергеевич (1910—1986) — химик
- Поляков, Николай Сергеевич (1903—1991) — горняк
- Пономаренко, Александр Николаевич (род. 1950) — геолог
- Попов, Анатолий Фёдорович (род. 1937) — физикохимик
- Попович, Мирослав Владимирович (1930—2018) — философ
- Порфирьев, Владимир Борисович (1899—1982) — геолог
- Поспелов, Владимир Петрович (1872—1949) — энтомолог
- Потураев, Валентин Никитич (1922—2003) — механик
- Походенко, Виталий Дмитриевич (1936—2025) — физикохимик
- Походня, Игорь Константинович (1927—2015) — металлург
- Присняков, Владимир Фёдорович (1937—2009) — ракетчик
- Притула, Игорь Михайлович (род. 1959) — физик
- Прихна, Татьяна Алексеевна (род. 1957) — материаловед
- Прихотько, Антонина Фёдоровна (1906—1995) — физик
- Проскура, Георгий Фёдорович (1876—1958) — гидроаэродинамик
- Протопопов, Виктор Павлович (1880—1957) — психиатр
- Птуха, Михаил Васильевич (1884—1961) — экономист
- Пузиков, Вячеслав Михайлович (1947—2014) — материаловед
- Пухов, Георгий Евгеньевич (1916—1998) — компьютерщик
- Пучковская, Надежда Александровна (1908—2001) — офтальмолог
- Пфейффер, Георгий Васильевич (1872—1946) — математик
- Пшеничный, Борис Николаевич (1937—2000) — кибернетик

## Р
- Рагуля, Андрей Владимирович (род. 1960) — металлург
- Радишевский, Ростислав Петрович (род. 1948) — литературовед
- Радченко, Владимир Григорьевич (род. 1952) — экосистемолог
- Рафальский, Олег Алексеевич (род. 1959) — историк
- Рвачёв, Владимир Логвинович (1926—2005) — математик
- Ревуцкий, Лев Николаевич (1889—1977) — композитор
- Редько, Владимир Никифорович (род. 1937) — информатик
- Ризниченко, Владимир Васильевич (1870—1932) — геолог
- Ройтер, Владимир Андреевич (1903—1973) — химик
- Романенко, Александр Викторович (род. 1956) — экофизиолог животных
- Романенко, Виктор Дмитриевич (1930—2023) — гидробиолог
- Ромоданов, Андрей Петрович (1920—1993) — нейрохирург
- Руденко, Леонид Григорьевич (род. 1941) — географ
- Рудницкий, Степан Львович (1877—1937) — географ
- Русанов, Андрей Викторович (род. 1967) — газогидродинамик
- Русановский, Виталий Макарович (1931—2007) — языковед
- Рыльский, Максим Фадеевич (1895—1964) — поэт

## С
- Савин, Гурий Николаевич (1907—1975) — механик
- Самойленко, Анатолий Михайлович (1938—2020) — математик
- Самойленко, Юрий Стефанович (род. 1943) — математик
- Сапегин, Андрей Афанасьевич (1883—1946) — ботаник
- Свечников, Василий Николаевич (1890—1981) — металловед
- Свечников, Сергей Васильевич (1926—2017) — физик
- Свириденко, Павел Алексеевич (1893—1971) — зоолог
- Свитальский, Николай Игнатьевич (1884—1937) — геолог
- Северцов, Алексей Николаевич (1866—1936) — зоолог
- Сельский, Владимир Александрович (1883—1951) — геофизик
- Семененко, Николай Пантелеймонович (1905—1996) — геолог
- Семиноженко, Владимир Петрович (род. 1950) — материаловед
- Семковский, Семён Юльевич (1883—1937) — философ
- Сергеев, Владимир Григорьевич (1914—2009) — ракетчик
- Сергиенко, Иван Васильевич (род. 1936) — математик
- Серенсен, Сергей Владимирович (1905—1977) — механик
- Серков, Филипп Николаевич (1908—2011) — физиолог
- Сибирный, Андрей Андреевич (род. 1948) — биолог
- Симинский, Константин Константинович (1879—1932) — механик
- Синельников, Кирилл Дмитриевич (1901—1966) — физик
- Синцов, Дмитрий Матвеевич (1867—1946) — математик
- Ситенко, Алексей Григорьевич (1927—2002) — физик-теоретик
- Скаба, Андрей Данилович (1905—1986) — историк
- Скляренко, Виталий Григорьевич (1937—2020) — языковед
- Скок, Владимир Иванович (1932—2003) — нейрофизиолог
- Скок, Марина Владимировна (1956—2024) — биохимик
- Скопенко, Виктор Васильевич (1935—2010) — химик
- Скороход, Анатолий Владимирович (1930—2011) — математик
- Скороход, Валерий Владимирович (1934—2017) — материаловед
- Скрипник, Анна Аркадьевна (1949—2024) — этнолог
- Скрипник, Николай Алексеевич (1872—1933) — партийный деятель
- Скрыпник, Игорь Владимирович (1940—2005) — математик
- Скрыпник, Игорь Игоревич (род. 1964) — математик
- Скурихин, Владимир Ильич (1926—2014) — системотехник
- Слабченко, Михаил Елисеевич (1882—1952) — историк и правовед
- Слисенко, Василий Иванович (род. 1951) — энергетик
- Слуцкин, Абрам Александрович (1891—1950) — радиофизик
- Слюсаренко, Юрий Викторович (род. 1957) — физик-ядерщик
- Смаль-Стоцкий, Степан Осипович (1859—1938) — языковед
- Смирнов, Адриан Анатольевич (1908—1992) — физик-теоретик
- Смирнова-Замкова, Александра Ивановна (1880—1962) — патолог
- Смирнов, Валерий Вениаминович (1937—2002) — микробиолог
- Смолий, Валерий Андреевич (род. 1950) — историк
- Снежкин, Юрий Фёдорович (род. 1947) — теплоэнергетик
- Снитко, Олег Вячеславович (1928—1990) — физик
- Соботович, Эмлен Владимирович (1927—2013) — геохимик
- Созинов, Алексей Алексеевич (1930—2018) — растениевод
- Соколов, Юрий Матвеевич (1889—1941) — фольклорист и литературовед
- Соколовский, Алексей Никанорович (1884—1959) — почвовед
- Солдаткин, Сергей Петрович (1955—2024) — биохимик
- Солнцев, Сергей Иванович (1872—1936) — экономист
- Солонин, Юрий Михайлович (род. 1942) — материаловед
- Спивак, Николай Яковлевич (род. 1943) — микробиолог
- Срезневский, Борис Измайлович (1857—1934) — метеоролог
- Стариков, Николай Антонович (1897—1961) — горняк
- Старков, Арсений Викторович (1874—1927) — биолог
- Стародубов, Кирилл Фёдорович (1904—1984) — металлург
- Старостенко, Виталий Иванович (род. 1935) — геофизик
- Стеклов, Владимир Андреевич (1864—1926) — математик
- Стельмах, Михаил Афанасьевич (1912—1983) — писатель
- Стешенко, Николай Владимирович (1927—2018) — астрофизик
- Стогний, Борис Сергеевич (род. 1936) — энергетик
- Сторижко, Владимир Ефимович (род. 1935) — физик
- Стражеско, Николай Дмитриевич (1876—1952) — терапевт
- Стрелко, Владимир Васильевич (1937—2021) — физикохимик
- Стрижак, Пётр Евгеньевич (род. 1963) — химик
- Студинский, Кирилл Иосифович (1868—1941) — литературовед
- Субботин, Серафим Иванович (1906—1976) — геофизик
- Сулима, Николай Матвеевич (1947—2023) — литературовед
- Сумцов, Николай Фёдорович (1854—1922) — литературовед
- Супруненко, Николай Иванович (1900—1984) — историк
- Супруненко, Пётр Михайлович (1893—1938) — механик
- Сухомел, Георгий Иосифович (1888—1966) — механик
- Счастливый, Геннадий Григорьевич (1930—2018) — электромеханик
- Сытник, Константин Меркурьевич (1926—2017) — ботаник

## Т
- Таран-Жовнир, Юрий Николаевич (1927—2003) — металловед
- Тарановский, Фёдор Васильевич (1875—1936) — историк права
- Тарасевич, Лев Александрович (1868—1927) — патолог
- Татаренко, Валентин Андреевич (род. 1958) — физик
- Таций, Василий Яковлевич (1940—2022) — правовед
- Терновой, Константин Сергеевич (1924—1997) — травматолог
- Тимофеев, Борис Борисович (1915—2002) — автоматик
- Тимоха, Александр Николаевич (род. 1962) — математик и механик
- Тимошенко, Степан Прокофьевич (1878—1972) — механик
- Ткачук, Лукьян Григорьевич (1902—1981) — геолог
- Толочко, Пётр Петрович (1938—2024) — археолог
- Толубинский, Всеволод Иванович (1904—1988) — теплоэнергетик
- Топачевский, Александр Викторович (1897—1975) — ботаник
- Топачевский, Вадим Александрович (1930—2004) — зоолог
- Третьяков, Дмитрий Константинович (1878—1950) — морфолог
- Трефилов, Виктор Иванович (1930—2001) — материаловед
- Тронько, Пётр Тимофеевич (1915—2011) — историк
- Трощенко, Валерий Трофимович (1929—2022) — механик
- Туган-Барановский, Михаил Иванович (1865—1919) — экономист
- Тукало, Михаил Арсентьевич (род. 1951) — молекулярный биолог
- Туница, Юрий Юрьевич (род. 1941) — лесовод, эколог
- Туркевич, Владимир Зиновьевич (род. 1958) — материаловед
- Тутковский, Павел Аполлонович (1858—1930) — геолог и географ
- Тычина, Павел Григорьевич (1891—1967) — поэт

## У
- Усиков, Александр Яковлевич (1904—1995) — радиофизик
- Уткин, Владимир Фёдорович (1923—2000) — конструктор ракет

## Ф
- Файнберг, Яков Борисович (1918—2005) — физик
- Федорченко, Иван Михайлович (1909—1997) — металлург
- Фёдоров, Евгений Павлович (1909—1986) — астроном
- Фёдоров, Михаил Михайлович (1867—1945) — горняк
- Филатов, Владимир Петрович (1875—1956) — офтальмолог
- Филиппов, Анатолий Петрович (1899—1978) — математик и механик
- Филоненко, Валерий Викторович (род. 1963) — биохимик
- Фирстов, Сергей Алексеевич (род. 1940) — материаловед
- Фольборт, Георгий Владимирович (1885—1960) — физиолог
- Фомин, Александр Васильевич (1867—1935) — ботаник
- Фомин, Пётр Дмитриевич (1939—2020) — военный хирург
- Францевич, Иван Никитич (1905—1985) — физикохимик
- Фрицкий, Игорь Олегович (род. 1964) — химик
- Фролов, Александр Матвеевич (1870—1964) — гидравлик
- Фролькис, Владимир Вениаминович (1924—1999) — геронтолог

## Х
- Халатов, Артём Артёмович (род. 1942) — турбостроитель
- Харлампович, Константин Васильевич (1870—1932) — историк церкви
- Харченко, Валерий Владимирович (род. 1957) — механик
- Харченко, Николай Фёдорович (род. 1939) — физик
- Химич, Александр Николаевич (род. 1951) — математик
- Холодный, Николай Григорьевич (1882—1953) — ботаник
- Хренов, Константин Константинович (1894—1984) — металлург
- Хруслов, Евгений Яковлевич (род. 1937) — математик
- Хрущёв, Василий Михайлович (1882—1941) — электротехник

## Ц
- Цымбалюк, Виталий Иванович (род. 1947) — нейрохирург

## Ч
- Чаговец, Василий Юрьевич (1873—1941) — физиолог
- Чаговец, Ростислав Всеволодович (1904—1982) — биохимик
- Чебаненко, Иван Ильич (1925—2012) — геолог
- Чебанов, Валентин Анатольевич (род. 1974) — химик
- Чеботарёв, Дмитрий Фёдорович (1908—2005) — терапевт и геронтолог
- Чекмарёв, Александр Петрович (1902—1975) — металлург
- Чекунов, Анатолий Васильевич (1932—1996) — геофизик
- Черных, Валентин Петрович (род. 1940) — химик-органик
- Чернышёв, Борис Исидорович (1888—1950) — геолог и палеонтолог
- Чехун, Василий Фёдорович (род. 1956) — онколог
- Чиженко, Иван Миронович (1916—2004) — электротехник
- Чикрий, Аркадий Алексеевич (род. 1945) — информатик
- Чуйко, Алексей Алексеевич (1930—2006) — химик и физик
- Чумаченко, Николай Григорьевич (1925—2011) — экономист

## Ш
- Шалимов, Александр Алексеевич (1918—2006) — хирург
- Шамота, Николай Захарович (1916—1984) — литературовед
- Шаповал, Владимир Николаевич (род. 1948) — юрист
- Шапошников, Владимир Георгиевич (1870—1952) — химик
- Шарковский, Александр Николаевич (1936—2022) — математик
- Швартау, Виктор Валентинович (род. 1957) — физиолог растений
- Швец, Иван Трофимович (1901—1983) — теплоэнергетик
- Шевченко, Владимир Павлович (1941—2024) — механик
- Шевченко, Юрий Николаевич (1926—2016) — механик
- Шевчук, Игорь Александрович (род. 1947) — математик
- Шеляг-Сосонко, Юрий Романович (1933—2019) — геоботаник
- Шемшученко, Юрий Сергеевич (1935—2025) — правовед
- Шестопалов, Виктор Петрович (1923—1999) — физик
- Шестопалов, Вячеслав Михайлович (1936—2023) — геолог
- Шехунова, Стелла Борисовна (род. 1963) — геолог
- Шидловский, Анатолий Корнеевич (род. 1933) — механик
- Шилов, Евгений Алексеевич (1893—1970) — химик
- Шинкарук, Владимир Илларионович (1928—2001) — философ
- Широбоков, Владимир Павлович (род. 1942) — микробиолог
- Широков, Владимир Анатольевич (род. 1948) — языковед
- Шлепаков, Арнольд Николаевич (1930—1996) — историк и политолог
- Шлихтер, Александр Григорьевич (1868—1940) — партийный деятель
- Шмальгаузен, Иван Иванович (1884—1963) — биолог
- Шмидт, Отто Юльевич (1891—1956) — математик, географ, геофизик, астроном
- Шмит, Фёдор Иванович (1877—1937) — византолог
- Шнюков, Евгений Фёдорович (1930—2022) — геолог
- Шор, Наум Зуселевич (1937—2006) — математик
- Шпак, Анатолий Петрович (1949—2011) — физик
- Шпак, Марат Терентьевич (1926—1993) — физик
- Шпеник, Отто Бартоломеевич (1938—2020) — физик
- Штокало, Иосиф Захарович (1897—1987) — математик
- Шуба, Михаил Фёдорович (1928—2007) — биофизик
- Шуба, Ярослав Михайлович (род. 1955) — физиолог
- Шубенко-Шубин, Леонид Александрович (1907—1994) — конструктор турбин
- Шульга, Валерий Михайлович (1944—2022) — физик
- Шульга, Николай Фёдорович (1947—2024) — физик-ядерщик

## Щ
- Щерба, Анатолий Андреевич (род. 1950) — электродинамик
- Щербак, Николай Петрович (1924—2018) — геолог
- Щербань, Александр Назарьевич (1906—1992) — гидродинамик
- Щурат, Василий Григорьевич (1871—1948) — литературовед

## Э
- Эйхенвальд, Александр Александрович (1864—1944) — физик

## Ю
- Юрьев, Василий Яковлевич (1879—1962) — селекционер
- Юринец, Владимир Александрович (1891—1937) — философ и литературовед
- Юхновский, Игорь Рафаилович (1925—2024) — физик-теоретик
- Ющенко, Александр Иванович (1869—1936) — психиатр
- Ющенко, Константин Андреевич (1935—2023) — материаловед

## Я
- Яворницкий, Дмитрий Иванович (1855—1940) — историк и археолог
- Яворский, Владимир Поликарпович (1876—1942) — химик
- Яворский, Матвей Иванович (1885—1937) — партийный деятель
- Якименко, Юрий Иванович (род. 1945) — электроник
- Яковенко, Владимир Мефодиевич (1934—2022) — радиофизик
- Ямпольский, Стефан Михайлович (1906—1998) — экономист
- Янгель, Михаил Кузьмич (1911—1971) — конструктор ракет
- Яновский, Феофил Гаврилович (1860—1928) — терапевт
- Янсон, Игорь Кондратьевич (1938—2011) — физик
- Яснопольский, Леонид Николаевич (1873—1957) — экономист
- Яценко, Леонид Петрович (род. 1954) — физик
- Яцимирский, Константин Борисович (1916—2005) — химик
- Яцкив, Ярослав Степанович (род. 1940) — астроном